# Libertarianismo nos Estados Unidos

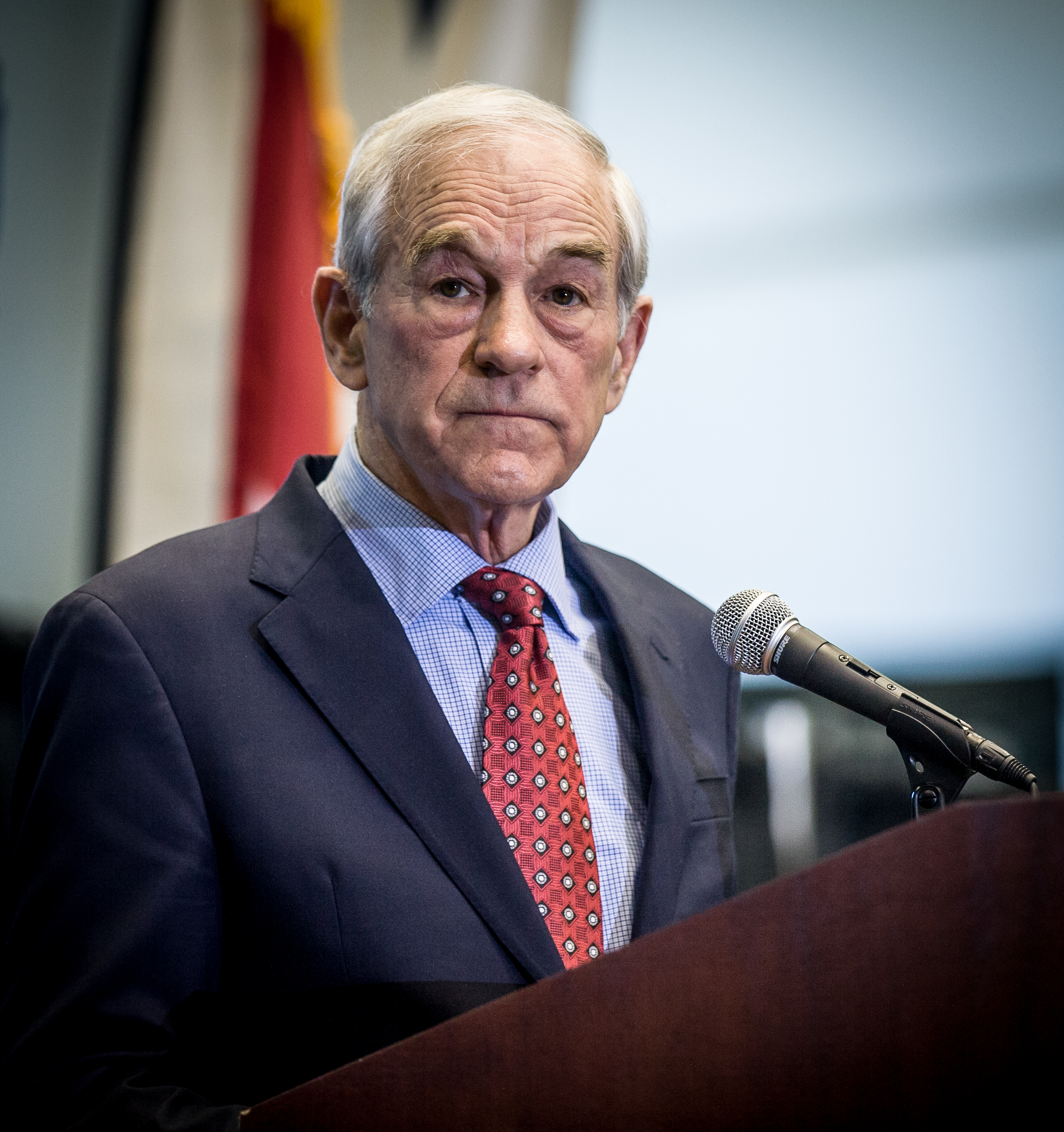
Ron Paul, ícone do liberalismo do século XXI nos Estados Unidos.

O libertarianismo nos Estados Unidos é uma filosofia política e econômica que promove a liberdade individual. O libertarianismo americano tem sido descrito como conservador em questões econômicas e liberal nas esferas pessoal e cultural, frequentemente associado a uma política externa de não-intervencionismo.
De forma geral, a corrente libertarista americana é dividida em duas vertentes principais. De um lado, há a linha desenvolvida pelo autor anarcocapitalista Murray Rothbard, baseada no libertarianismo do século 19 e anarquismo individualista americano, com destaque para as vertentes de Benjamin Tucker e Lysander Spooner. Essa vertente rejeita a teoria do valor-trabalho em favor da escola austríaca e da teoria subjetiva do valor. Do outro, há o libertarianismo que se desenvolveu como um renascimento do liberalismo clássico nos Estados Unidos depois da associação ao New Deal, que tem como adeptos políticos como David Nolan e Ron Paul.
Embora libertário continue sendo amplamente utilizado para se referir a socialistas antiestatais internacionalmente, seu significado nos Estados Unidos se desvia de suas origens políticas em direção ao sentido oposto do espectro político. O Partido Libertário afirma que "os libertários apoiam a liberdade máxima em questões pessoais e econômicas. Eles defendem um governo muito menor; um que se limita a proteger os indivíduos da coerção e da violência. Os libertários tendem a abraçar a responsabilidade individual, opor-se à burocracia e aos impostos do governo, promover a caridade privada, tolerar estilos de vida diversos, apoiar o livre mercado e defender as liberdades civis".
O libertarianismo de direita associado a pessoas como Murray Rothbard e Robert Nozick, é a forma dominante do libertarianismo nos Estados Unidos, em comparação com o do libertarianismo de esquerda . Este último está associado à esquerda do movimento libertário moderno e, mais recentemente, às posições políticas associadas aos filósofos acadêmicos Hillel Steiner, Philippe Van Parijs e Peter Vallentyne, que combinam autopropriedade com uma abordagem igualitária aos recursos naturais .  Também está relacionado às vertentes anarquistas anticapitalistas de livre mercado, como o anarquismo de mercado de esquerda, conhecido como libertarianismo de esquerda orientado para o mercado, para se distinguir de outras formas de libertarianismo. O libertarianismo inclui tendências socialistas anarquistas e libertárias, embora não sejam tão difundidas quanto em outros países. Murray Bookchin, um libertário dentro dessa tradição socialista, argumentou que anarquistas, socialistas libertários e a esquerda deveriam reivindicar libertários como um termo, sugerindo que esses outros libertários autodeclarados renomeiem a si mesmos como propertários . Embora todos os libertários se oponham à intervenção do governo, há uma divisão entre os libertários anarquistas ou socialistas, bem como os anarcocapitalistas como Rothbard e David D. Friedman, que aderem à posição antiestado, vendo o estado como um mal desnecessário; minarquistas como Nozick, que reconhecem a necessidade necessária de um estado mínimo, geralmente chamado de estado de vigia noturno ; e liberais clássicos que apóiam um governo pequeno e minimizado e uma grande inversão do estado de bem - estar social .